# Галатро
Галатро (итал. Galatro) је насеље у Италији у округу Ређо ди Калабрија, региону Калабрија.
Према процени из 2011. у насељу је живело 1769 становника. Насеље се налази на надморској висини од 140 м.

## Становништво
| 1951. | 1961. | 1971. | 1981. | 1991. | 2001. | 2011. |
| ----- | ----- | ----- | ----- | ----- | ----- | ----- |
| 3.782 | 3.192 | 3.120 | 3.059 | 3.032 | 2.307 | 1.778 |